# Clàudia Pons i Xandri
Clàudia Pons i Xandri (Bagà, Berguedà, 23 de setembre de 1984) és una jugadora i entrenadora de futbol sala catalana.
Formada en el Futbol Sala Gironella, jugava en la posició de tanca. Amb aquest equip va competir a la Primera Divisió de futbol sala entre 2003 i 2008. El 2008 va fitxar pel Deportivo Córdoba Futbol Sala amb el qual guanyà dues lligues el 2009 i 2010, una Supercopa d'Espanya el 2010, una Copa Ibèrica el 2009. Al final de la temporada 2009/10, retornà al Gironella FS. En aquesta segona etapa, va guanyar dues Copes de Catalunya, 2007 i 2011, i va retirarse de la competició al final de la temporada 2014/15. Membre de la selecció catalana de futbol sala des del 2002, fou internacional amb la selecció espanyola des de l'any 2010, participant-hi en les tres primeres edicions del Campionat Mundial Femení de futbol sala.
Com a entrenadora, formà part de l'equip tècnic de la Federació Catalana de Futbol, essent seleccionadora catalana sub 21 femenina de futbol sala i segona entrenadora de la selecció absoluta espanyola. A més, ha coordinat i dirigit les categories inferiors estatals. Fou nomenada primera entrenadora de la selecció espanyola el juliol de 2018, amb la qual guanyà el primer Campionat d'Europa de futbol sala femení el febrer de 2019, repetint el 2022 i 2023.

## Palmarès

### Com a jugadora
Clubs
- 2 Lligues espanyoles de futbol sala femenina: 2008-09, 2009-10
- 1 Supercopa d'Espanya de futbol sala femenina: 2010
- 1 Copa Ibèrica: 2009
- 2 Copes Catalunya de futbol sala femenina: 2007-08, 2011-12

Selecció espanyola
- 1 medalla de plata al Campionat Mundial No Oficial Femení de futbol sala de la FIFA: 2011
- 2 medalla de bronze al Campionat Mundial No Oficial Femení de futbol sala de la FIFA: 2010, 2012

### Com a entrenadora
Selecció espanyola
- 3 medalles d'or a l'Eurocopa femenina de futbol sala: 2019, 2022 i 2023
- Millor Seleccionadora del Món per FutsalPlanet AWARDS (2021)